# Valle del Wiese

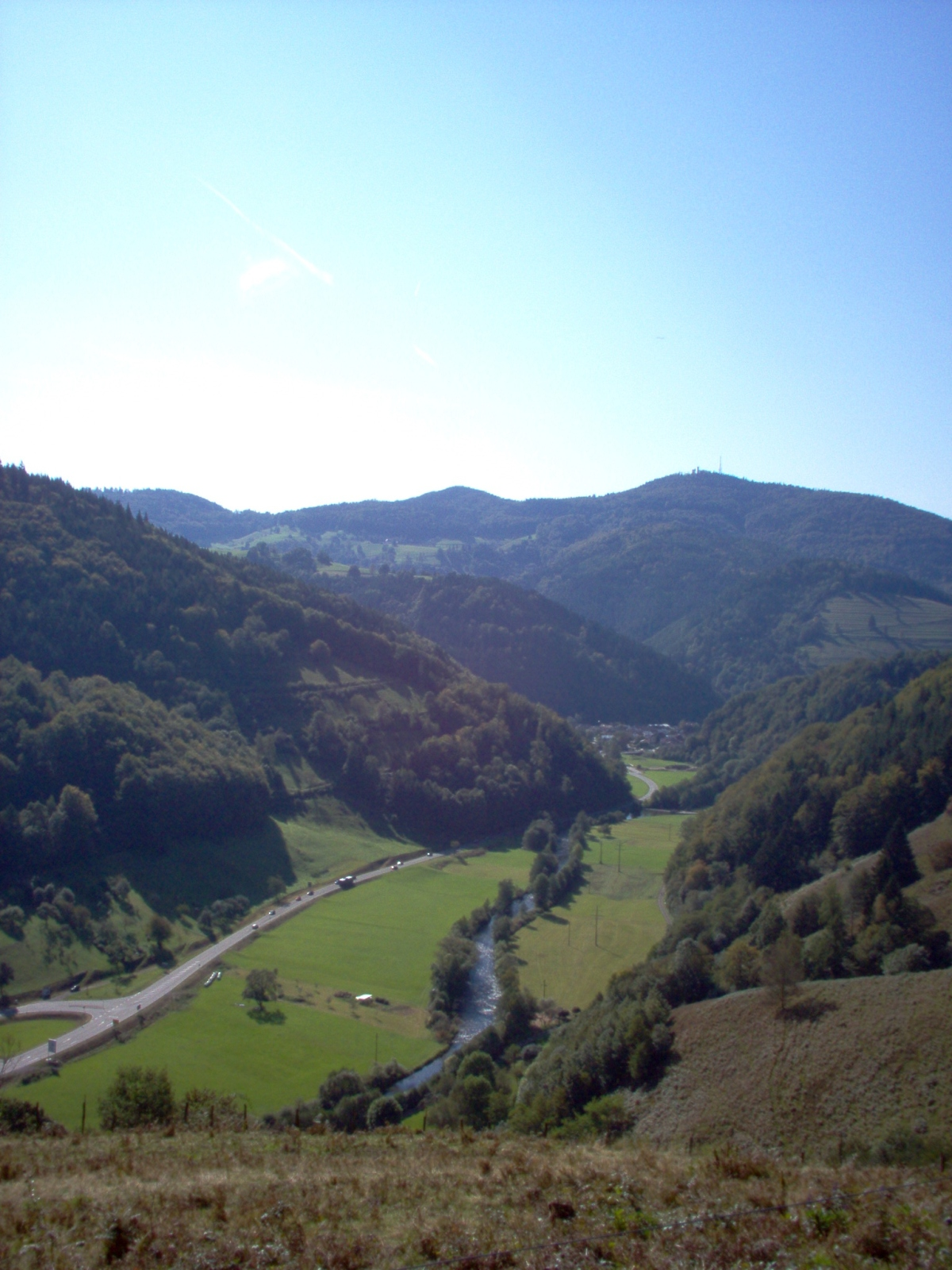
Valle del Wiese

El valle del Wiese (en alemán: Wiesental) es un valle en la Selva Negra meridional en el sur de Baden-Wurtemberg, Alemania, que tiene su nombre del río Wiese, un afluente derecho del Rin.